# Подграбе-Висла
Подграбе-Висла (пол. Podgrabie Wisła) — остановочный пункт в городе Неполомице, в Малопольском воеводстве Польши. Имеет 2 платформы и 2 пути.
Остановочный пункт на железнодорожной линии Краков-Мыдльники — Подленже.